# F.S. Abadal i Cia
F.S. Abadal i Cia fou una empresa catalana que comercialitzà els seus automòbils sota les marques comercials Abadal i Abadal-Buick entre 1912 i 1929 en dues etapes (durant la primera, amb motors belgues Imperia i durant la segona, amb motors Buick). Fundada a Barcelona per Francesc Abadal i Serramalera, l'empresa tenia la seu a la plaça de Letamendi.

## Orígens
Francesc Abadal i Serramalera, un famós ciclista conegut com a Paco Abadal, tenia una gran afició per l'automobilisme i arran d'això va establir estrets contactes amb Damià Mateu i Marc Birkigt, propietaris de la Hispano-Suiza. El 1908 va inaugurar una estació de servei a la plaça de Letamendi (on avui es troba la Delegació d'Hisenda) i aviat aconseguí la representació d'Hispano-Suiza a Barcelona, completada amb un taller propi on carrossava els vehicles al gust del client i en realitzava el manteniment. La relació comercial amb Hispano-Suiza va durar fins al 1913.

## Associació amb Imperia

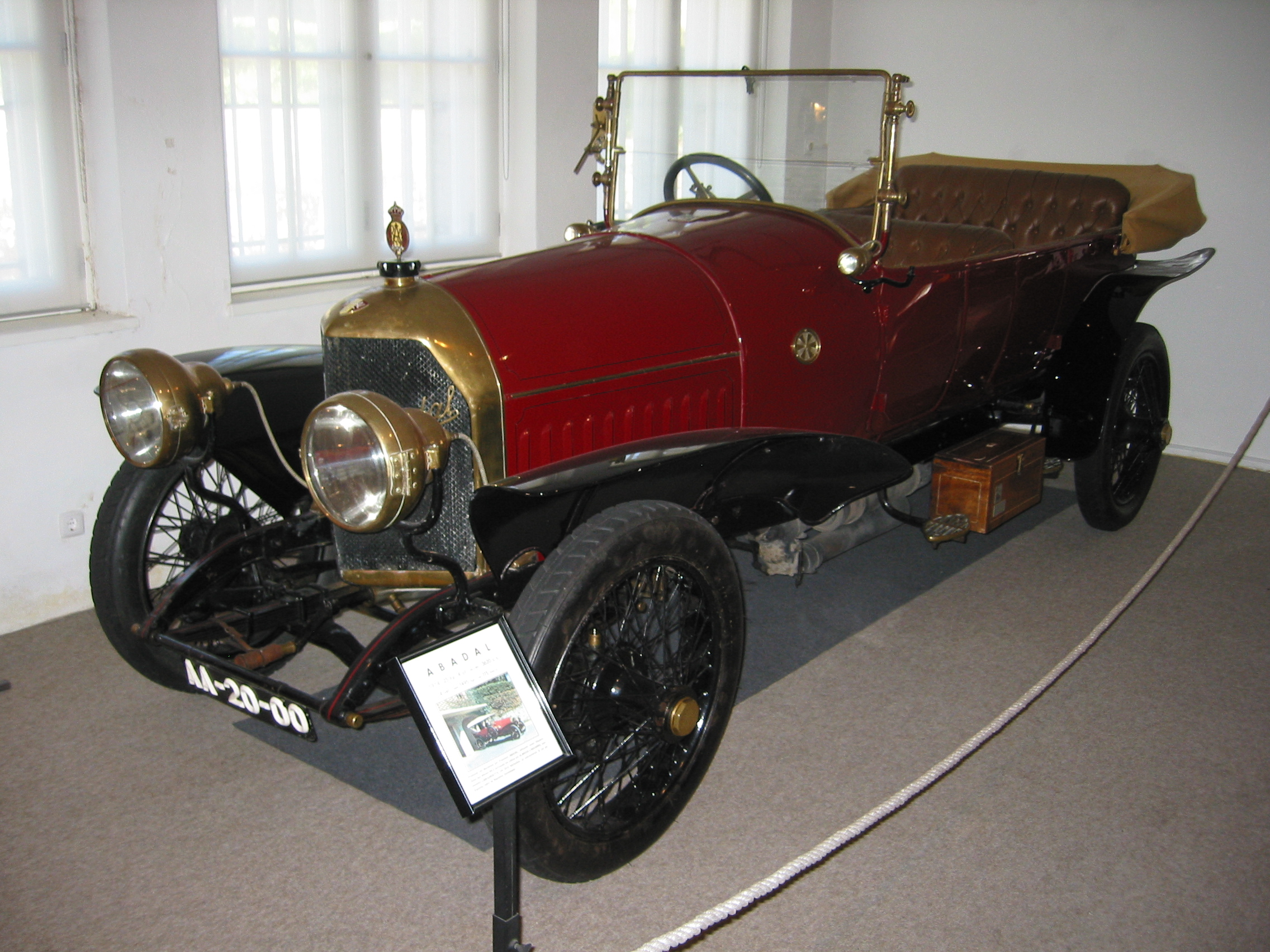
Un Abadal 25 HP de 1914

Tot seguit, Paco Abadal, volent construir cotxes de luxe amb la seva pròpia marca sense tenir els mitjans per a fabricar-ne els motors, va arribar a un acord amb la firma belga Springuel & Imperia perquè aquesta els hi fabriqués, mentre ell en muntaria la resta de components. Els belgues varen instal·lar aleshores una planta de fabricació a Barcelona per a produir-hi els motors amb marca Abadal. L'automòbil resultant, equipat amb un motor de 6 cilindres de 18/24 HP molt semblant al de l'Hispano-Suiza, patia problemes d'acabat que varen danyar la seva imatge i sortida al mercat, de manera que uns mesos més tard Imperia va decidir de repatriar gran part de la producció de motors acabada a Bèlgica. Allà, el 18/24 HP va ser venut amb marca Imperia-Abadal tot i que amb uns acabats d'inferior qualitat, cosa que va fer fracassar el projecte.
Amb l'esclat de la Primera Guerra Mundial, la Imperia va acumular prou tècnica i experiència com per a posar a punt la motorització i la transmissió d'un nou Imperia-Abadal de 6 litres, aparegut el 1922. Aquest automòbil esdevingué famós per la seva participació en el I Grand Prix de Spa-Francorchamps, però els seus bons resultats esportius no van repercutir comercialment (la cartera de comandes fou escassa) i Imperia decidí d'abandonar la seva aliança amb Abadal i es va dedicar a la producció de models més modestos però econòmicament més rendibles.

## Abadal-Buick

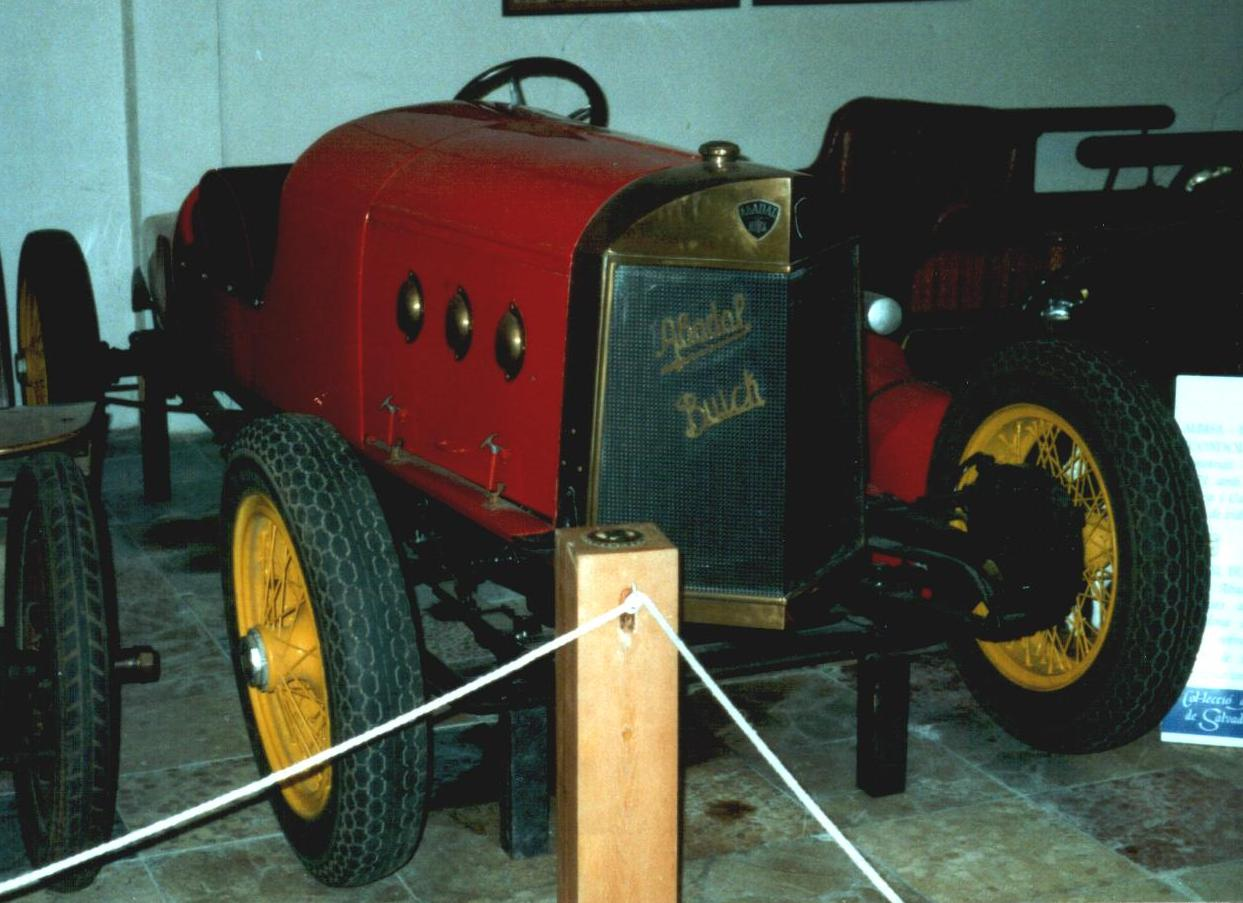
Un Abadal-Buick de 1923

Mentrestant, Abadal s'interessà també per l'aviació i cap a 1917 va intervenir en la creació del Motor Abadal 12Y, per bé que no s'ha esclarit fins a quin punt. A banda, continuava amb els seus tallers i aprofitant la llibertat retrobada entrà en contacte amb la nord-americana Buick, amb la qual s'associà el 1923 i inicià la construcció de cotxes de gran luxe i altes prestacions, ara amb la marca comercial Abadal-Buick. Feia uns anys, Abadal havia esdevingut el representant exclusiu per a tot l'estat espanyol de la General Motors i va aprofitar aquesta oportunitat per a aconseguir l'acord: Buick li subministrava els motors i els xassís del seu model I 45 i Abadal en modificava el radiador i alguns detalls, alhora que en realitzava la carrosseria. En pla, aquests cotxes podien agafar els 150 km/h.
Les vendes varen ser bones fins al 1929, quan després del crack Buick es va replegar als EUA i abandonà Europa. Es calcula que es varen comercialitzar uns 500 automòbils Abadal-Buick.

## Abadal-Hupmobile
En un intent de mantenir la seva activitat en solitari, Abadal va utilitzar el prototipus frustrat d'un cotxe concebut per Hupmobile abans de la crisi per al mercat europeu. El 1930 es varen construir alguns exemplars de l'Abadal-Hupmobile de 3,5 litres amb motor Continental de 6 cilindres, però aquest model no va tenir l'acceptació esperada i l'absència de comandes va provocar el cessament definitiu de l'activitat aquell mateix any.